# Rodzinny dom wariatów
Rodzinny dom wariatów (ang. The Family Stone) – amerykański komediodramat z 2005 roku oparty na scenariuszu i reżyserii Thomasa Bezuchy. Wyprodukowany przez 20th Century Fox.
Światowa premiera filmu miała miejsce 16 grudnia 2005 roku, natomiast w Polsce odbyła się 30 grudnia 2005 roku.

## Opis fabuły
Na święta do państwa Stone'ów przyjeżdżają dzieci, m.in. Amy (Rachel McAdams) i Everett (Dermot Mulroney), któremu towarzyszy narzeczona, Meredith (Sarah Jessica Parker). Zbyt elegancka i powściągliwa kobieta nie pasuje do liberalnej, obdarzonej specyficznym poczuciem humoru rodziny.

## Obsada
- Diane Keaton jako Sybil Stone
- Craig T. Nelson jako Kelly Stone
- Dermot Mulroney jako Everett Stone
- Luke Wilson jako Ben Stone
- Elizabeth Reaser jako Susannah Stone Trousdale
- Tyrone Giordano jako Thad Stone
- Rachel McAdams jako Amy Stone
- Sarah Jessica Parker jako Meredith Morton
- Claire Danes jako Julie Morton
- Brian J. White jako Patrick Thomas
- Paul Schneider jako Brad Stevenson